# Xã Rosendale, Quận Watonwan, Minnesota
Xã Rosendale (tiếng Anh: Rosendale Township) là một xã thuộc quận Watonwan, tiểu bang Minnesota, Hoa Kỳ. Năm 2010, dân số của xã này là 300 người.